# Raimon Duran i Ventosa
Raimon Duran i Ventosa (Barcelona, 24 de gener de 1858 - Barcelona, 8 de març de 1933) fou un advocat i jurista català, fill de Manuel Duran i Bas.

## Biografia
Va néixer al carrer de la Font de Sant Miquel de Barcelona, fill de Manuel Duran i Bas i de Claudina Ventosa i Trias, ambdós naturals de Barcelona.
Col·laborà amb el seu pare en la seva actuació professional i de defensa del dret català, especialment en la redacció de la Memoria acerca de las instituciones del derecho civil de Cataluña (1883). Fou membre de l'Acadèmia de Jurisprudència i Legislació de Catalunya i publicà articles a la Revista Jurídica de Catalunya.

## Obres
- La hipoteca marítima (1888)
- L'ivresse devant le droit pénal (1890)
- La família catalana (1895)